# 14570 Burkam
A 14570 Burkam (ideiglenes jelöléssel 1998 QS37) a Naprendszer kisbolygóövében található aszteroida. A LINEAR projekt keretében fedezték fel 1998. augusztus 17-én.